# Kleingebiet Tatabánya
Das Kleingebiet Tatabánya (ungarisch Tatabányai kistérség) war bis Ende 2012 eine ungarische Verwaltungseinheit (LAU 1) innerhalb des Komitats Komárom-Esztergom in Mitteltransdanubien. Im Zuge der Verwaltungsreform Anfang 2013 gingen alle zehn Ortschaften in den nachfolgenden Kreis Tatabánya über.
Im Kleingebiet Tatabánya lebten Ende 2012 auf einer Fläche von 331,65 km² 86.054 Einwohner. Mit einer Bevölkerungsdichte von 256 Einwohnern pro Quadratkilometer war dies die höchste im Komitat. Verwaltungssitz war die einzige Stadt, Tatabánya, die zudem einem Komitat gleichgestellt ist.

## Ortschaften
Die folgenden zehn Ortschaften gehörten zum Kleingebiet Tatabánya
| Gyermely | Héreg     | Környe     | Szárliget   | Szomor       |
| Tarján   | Tatabánya | Várgesztes | Vértessomló | Vértesszőlős |